# Aphaenina leucostictica
Aphaenina leucostictica är en insektsart som beskrevs av White 1845. Aphaenina leucostictica ingår i släktet Aphaenina och familjen lyktstritar. Inga underarter finns listade i Catalogue of Life.